# Karl-Heinz Henrichs
Karl-Heinz Henrichs   (Schermbeck, 1 de juliol de 1942 - Bocholt, 3 d'abril de 2008) va ser un ciclista alemany que va córrer durant els anys 60 del segle xx. Es dedicà principalment al ciclisme en pista.
Durant la seva carrera esportiva va prendre part en dos Jocs Olímpics: els de 1964, a Tòquio, en què guanyà una medalla d'or en la prova de persecució per equips, junt a Ernst Streng, Lothar Claesges i Karl Link; i els de 1968, a Ciutat de Mèxic, en què guanyà una medalla de plata en la mateixa prova, amb Karl Link, Udo Hempel i Jürgen Kissner.
El 1964 es proclamà campió del món de persecució per equips amateur.

## Palmarès
- 1964
  -  Medalla d'or als Jocs Olímpics de Tòquio en persecució per equips
  -  Campionat del món de persecució per equips amateur, amb Ernst Streng, Lothar Claesges i Karl Link
- 1968
  -  Medalla de plata als Jocs Olímpics de Ciutat de Mèxic en persecució per equips